# Dolby Digital (AC-3)
Dolby Digital es el nombre comercial para una serie de tecnologías de compresión de audio desarrollado por los Laboratorios Dolby.

## Versiones

### AC-3
La versión más común que contiene hasta un total de 6 canales de audio, con 5 canales de ancho de banda completa de 20 Hz - 24 kHz para los altavoces de rango-normal (frente derecho, centro, frente izquierdo, parte posterior derecha y parte posterior izquierda) y un canal de salida exclusivo para los sonidos de baja frecuencia conocida como Low Frequency Effect, o subwoofer. El formato Digital Dolby soporta también el uso de Mono y Stereo.
Este códec tiene varios alias, que son diversos nombres para el mismo códec:        
- Dolby Digital (nombre promocional, no aceptado por la ATSC)
- DD (una abreviatura de lo antedicho, combinada a menudo con el número de canales: DD 5.1)
- Dolby Surround AC-3 Digital (segundo nombre promocional, como se veía en algunas películas, y en los equipos de audio casero hasta cerca de 1995)
- Dolby Stereo Digital (primer nombre promocional, según lo visto en los primeros lanzamientos y en los Laserdisc de 1992 a 1995)
- Dolby SR-Digital (cuando la grabación incorpora un formato de grabación Dolby SR para la compatibilidad)
- SR-D (abreviatura de lo antes dicho)
- Adaptive Transform Coder 3. Se relaciona con el formato de Bitstream de Dolby Digital. No confundir con Adaptive Transform Acoustic Coding 3, o ATRAC3, que es un formato distinto desarrollado por Sony.
- AC-3 (abreviatura de lo antes dicho)
- Audio Codec 3, Advanced Codec, Acoustic Codec 3.
- ATSC A/52 (el nombre del estándar, la versión actual es A/52 Rev.

## Principios de funcionamiento
El AC-3 es uno de los formatos denominados de compresión perceptual. Lo que hace, básicamente, es eliminar todas las partes del sonido original, codificado analógicamente, que no pueda ser percibido por el oído humano. De esta forma, se logra que la misma información sea de menor tamaño y por lo tanto ocupe mucho menos espacio físico.
Una vez lograda la compresión de la onda original, se puede añadir más información que antes no era posible.

## Etapas de codificación
Durante la codificación en AC-3, se pasa por unas etapas sucesivas. De todo el audio (onda original) escogemos un trozo definido. El proceso se va repitiendo hasta acabar con la onda, que se va transformando de forma secuencial.
Se filtra el denominado canal de baja frecuencia, LFE (low-frequency effects). La frecuencia límite es de 120 Hz.

## Futuro en Windows 11
Cuando salga Windows 11 24H2 Microsoft dejará de ofrecer el soporte para el códec AC-3.aunque si realizamos una actualización de Windows el códec se conservará.